# Kościół św. Stanisława w Tursku
Kościół pw. św. Stanisława w Tursku – katolicki kościół filialny znajdujący się w Tursku (gmina Sulęcin). Należy do parafii św. Henryka w Sulęcinie. 

## Rys historyczny

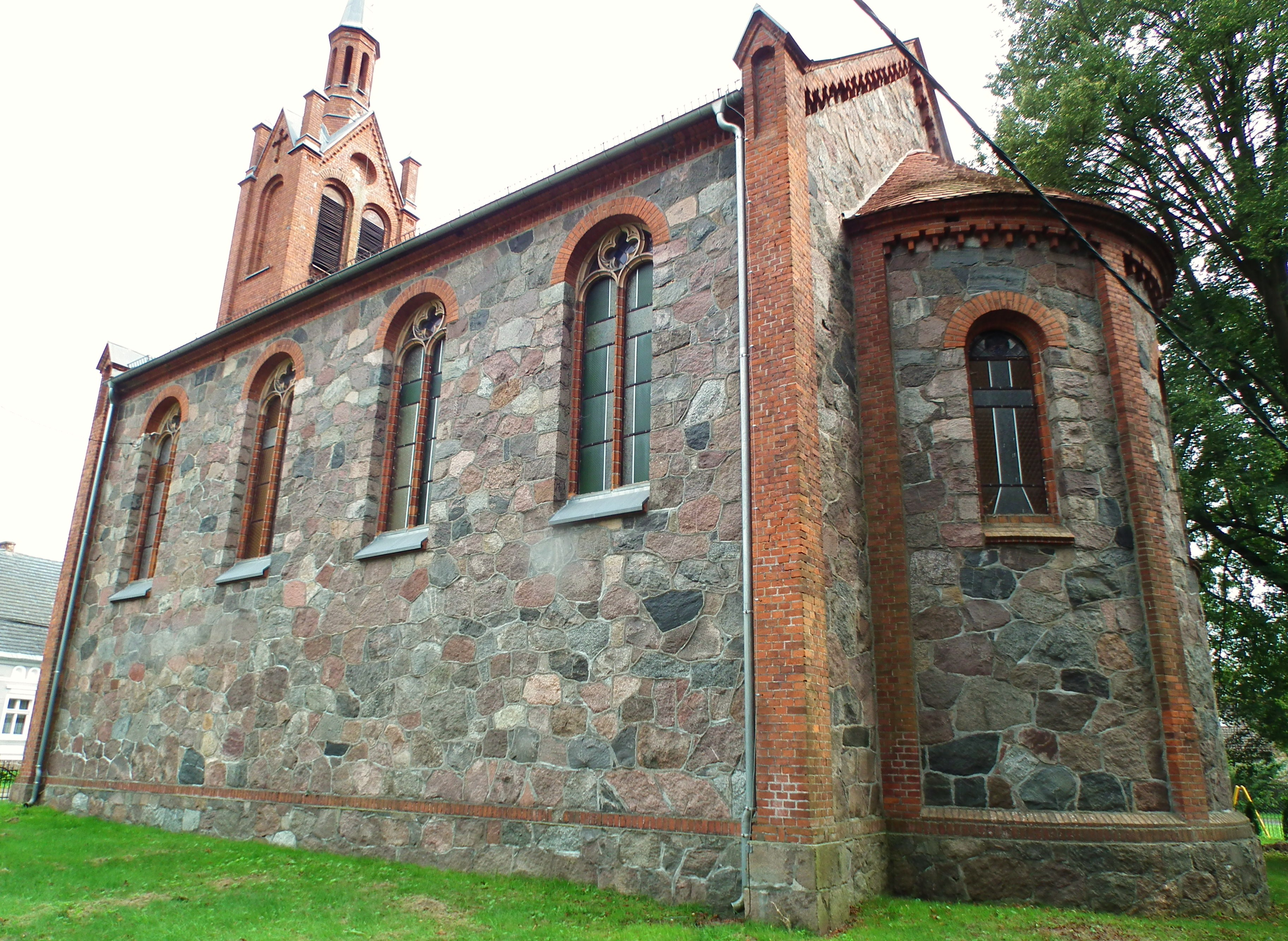
Widok od strony prezbiterium

W XIV wieku wieś należała do komandorii łagowskiej zakonu joannitów i pozostawała w niej do roku 1810 (sekularyzacja zakonu). Pierwsza historyczna wzmianka o świątyni w Tursku pochodzi z 1598 roku, ale możliwe, że kościół istniał tu o dwieście lat wcześniej. Na wieży pierwszego kościoła wisiał dzwon z przełomu XIV i XV wieku. Po
XVI wieku świątynia straciła status parafialnej. W 1852 roku zbudowano świątynię obecną, w innym miejscu, na tzw. "błoniu wioskowym", bowiem stary kościół był w bardzo złym stanie technicznym. Nowy obiekt stylowo przynależy do neogotyku. Przeniesiono do niego niektóre elementy wyposażenia ze starego kościoła - m.in. świeczniki z XVI wieku i dzwony: z 1600 oraz z przełomu XIV i XV wieku. Po 1945 świątynię przejęli katolicy, a we wrześniu 1951 poświęcono ją pod obecnym wezwaniem.